# Cabeço Gordo
O Cabeço Gordo é uma elevação localizada na freguesia do Capelo, concelho açoriano da Horta, ilha do Faial, arquipélago dos Açores.
Este acidente geológico, o ponto mais alto da ilha do Faial, encontra-se geograficamente localizado numa das vertentes do vulcão basal da ilha do Faial, fazendo esta elevação assim parte do vulcão e sendo também o seu ponto mais alto e central da ilha do Faial. Aqui abre-se a imensa cratera vulcânicada ilha.
Nas imediações deste Cabeço localiza-se o Alto do Brejo, o Alto do Cabeço, o Canto dos Banquinhos, a Lomba de Baixo, o Alto do Guarda-Sol e o Miradouro do Cabeço Gordo.
Esta formação é igualmente o local de maior altura da ilha elevando-se a 1043 metros de altitude acima do nível do mar apresenta escorrimento pluvial para a costa marítima. Devido à sua altitude é onde se encontram várias anteras de radiotransmissão, tanto de rádio como de televisão.